# بخش پاککه-کسانگ
بخش پاککه-کسانگ (به انگلیسی: Pakke-Kessang district) یک منطقهٔ مسکونی در هند است که در آروناچال پرادش واقع شده‌است. بخش پاککه-کسانگ ۱٬۹۳۲ کیلومتر مربع مساحت دارد.